# Joan Reglà i Campistol
Joan Reglà i Campistol (Bàscara, 27 de juliol de 1917 - Sant Cugat del Vallès, 27 de desembre de 1973) fou un historiador català.
Fou deixeble de Jaume Vicens Vives i iniciador d'una escola d'història moderna als Països Catalans. El seu principal camp d'estudi fou la història de la Corona d'Aragó en l'època moderna, amb particular atenció a temes com el bandolerisme català, les conseqüències de l'expulsió dels moriscos al Regne de València i d'altres. Preconitzà el terme de neoforalisme per referir-se a la situació política del Principat sota el regnat de Carles II de Castella, perspectiva que ha estat criticada posteriorment.

## Biografia
Reglà va estudiar a l'escola de la vila i després el batxillerat el va fer a l'Institut de Girona. El 1934 va iniciar estudis de filosofia i lletres per lliure a la Universitat de Barcelona. Es va examinar a la Universitat de València, d'on en va ser catedràtic. Acabada la guerra, va ser professor a l'escola de l'Escala i a La Salle de Figueres i de Barcelona. A la Universitat de Barcelona hi va començar també la seva tasca de professor universitari. L'any 1959 accedí a la càtedra d'Història Moderna d'Espanya de la Facultat de Filosofia i Lletres de la Universitat de València, on el 1971 fou vocal del I Congrés d'Història del País Valencià.
Algunes de les seves obres historiogràfiques són:
- Felip II i Catalunya, 1956.
- El bandolerisme català del Barroc, 1966.
- Aproximació a la història del País Valencià, 1968.
- Història de Catalunya, 1973.
- Estudios sobre los moriscos, 1974.
- Els virreis de Catalunya, 1980.

Des del 6 de novembre 2002 la Biblioteca d'Humanitats de la Universitat de València duu el seu nom. Aquell mateix any l'Institut d'Estudis Catalans va instituir el Premi Joan Reglà per a treballs d'història dels territoris de parla catalana entre els segles XV i XIX.

## Fons Joan Reglà
El fons Joan Reglà està compost per uns 700 documents publicats, entre revistes, monografies i separates, així com 50 carpetes de documents personals i 10 mecanoscrits, fruit de la seva trajectòria acadèmica.  
La suma d'aquest llegat als d'altres historiadors com Jaume Vicens Vives, Pierre Vilar i Jordi Nadal confereix a l'Institut de Recerca Històrica de la UdG una gran rellevància com a centre d'investigació històrica i historiogràfica de Catalunya.